# Lunovula boucheti
Lunovula boucheti is een slakkensoort uit de familie van de Pediculariidae. De wetenschappelijke naam van de soort is voor het eerst geldig gepubliceerd in 2007 door Lorenz.